# James Thomas (Bluesmusiker)
James Henry „Son Ford“ Thomas (* 14. Oktober 1926 in Eden, Mississippi, USA; † 26. Juni 1993 in Greenville, Mississippi, USA) war ein US-amerikanischer Delta-Blues-Musiker und Bildhauer.

## Biografie
Thomas wurde am 14. Oktober 1926 in Eden, Mississippi, geboren. Während er auf den Feldern arbeitete, begann er, Blues im Radio zu hören. Er lernte das Gitarrespielen von seinem Großvater und seinem Onkel. Zu seinen Vorbildern zählen Elmore Davis und Arthur „Big Boy“ Crudup. Ab 1961 lebte er in Leland, wo er, neben anderen Jobs, als Totengräber arbeitete. Zu dieser Zeit war er verheiratet und hatte sechs Kinder.
Bereits in jungen Jahren spielte er in lokalen Juke Joints und auf Partys. In den 1970ern trat er US-weit an Universitäten und auf Festivals auf, schließlich auch in Europa, wo er auch Aufnahmen machte. Thomas wurde einem weiteren Publikum bekannt, nachdem er in den Filmen James „Sonny Ford“ Thomas: Delta Blues Singer (1970), Mississippi Delta Blues (1974) und Give My Poor Heart Ease: Mississippi Delta Bluesmen (1975) zu sehen war. In den 1970er Jahren trat Thomas regelmäßig mit Eddie Cusic auf. Gemeinsam nahmen sie Once I Had a Car auf, das auf der Kompilation Mississippi Delta & South Tennessee Blues (1977) enthalten ist.
Neben seiner Arbeit und der Musik fertigte Thomas auch Skulpturen aus ungebranntem Ton an, den er am Ufer des Yazoo Rivers ausgrub; schon als Kind hatte er damit begonnen. Seine berühmtesten Skulpturen sind Schädel, oft mit echten menschlichen Zähnen und Haaren. 1982 wurden seine Arbeiten in der Corcoran Gallery of Art in Washington, D.C. ausgestellt, wo er Nancy Reagan, der damaligen First Lady der Vereinigten Staaten, vorgestellt wurde. Thomas’ Schädel waren das Thema verschiedener Ausstellungen und sind in mehreren Museen ausgestellt.
James Thomas starb am 26. Juni 1993 im Alter von 66 Jahren in Greenville, Mississippi. Er wurde mit einer Gedenktafel auf dem Mississippi Blues Trail in Leland, Mississippi, geehrt.